# Eduard Joseph Machaczek
Eduard Joseph Machaczek, též Macháček nebo Machatschek (31. prosince 1815, Cínovec – 29. března 1893, Drážďany) byl římskokatolický duchovní a publicista.

## Život
Byl synem c.k. celníka v Cínovci. Studoval v Jičíně, Slaném a v Praze. V roce 1835 byl přijat do biskupského duchovního semináře v Litoměřicích, kde byl v roce 1839 vysvěcen na kněze. 
V roce 1844 se stal kaplanem v katolickém kostele (starý kostel sv. Jana Nepomuckého) v Saské Kamenici . Od roku 1845 zde působil jako katolický farář. 

## Dílo (výběr)
- Feierstunden für die katholische Jugend, Oschatz, 1848.
- Geschichte des Königreichs Sachsen. Nach glaubwürdigen Quellen dargestellt, Leipzig, 1861.
- Ein Festblatt zum Silberjubiläum des Bischofs Ludwig Forwerk zu Dresden, Braunschweig, 1864.
- Kurzer Leitfaden zur Geschichte Sachsens. Für die katholische Volksschulen, Chemnitz, Selbstverlag, 1868.
- Lesekränzchen für das jugendliche Alter, 1–5. Heft, Chemnitz, Blochmann, o. J.
- Leitfaden zur Naturlehre. Bearbeitet für die katholische Volksschule, Erfurt, 1870.
- Leitfaden zur Naturbeschreibung. Bearbeitet für die katholische Volksschule, 1870.
- Geschichte der Bischöfe des Hochstiftes Meissen in chronologischer Reihenfolge, Dresden 1884